# 腱
腱（或稱肌腱）是一堅韌的結締組織帶，通常將肌肉連接到骨骼，並可承受張力。腱類似韌帶和筋膜，都是由膠原蛋白組成；不過，韌帶是連接骨骼，而筋膜則連接肌肉。肌腱與肌肉一起作用產生動作。

## 詞源
古語的筋指的是肌肉，又稱筋肉，現在日語中也仍稱筋肉。現代漢語中以“筋”稱呼肌腱、韌帶或皮下靜脈，肌腱的正式名稱爲“腱”。

## 結構
正常健康的腱大多是由平行的緊密膠原組成。腱大約30％的總質量是水，其餘質量組成如下：約86％的膠原蛋白、2％彈性纖維、1-5％蛋白多醣和0.2％無機成分，如銅、錳和鈣。 膠原部分是由97-98％的I型膠原蛋白，與少量其他類型的膠原蛋白組成。
腱的膠原由蛋白多醣結合起來，包括核心蛋白聚醣和蛋白多醣。蛋白多醣與膠原纖維交織在一起，其糖胺側鏈與纖維的表面有相互作用，顯示蛋白多醣對纖維互連結構是重要的。腱的主要聚醣成分為硫酸皮膚素和硫酸軟骨素，與膠原蛋白有關，亦參與了腱發展中的纖維組成。硫酸皮膚素被認為是負責形成纖維間的連繫，而硫酸軟骨素則填塞纖維的空間，有助防止變形。
腱的長度因人而異。腱的長度會影響肌肉的鍛鍊，若所有其他生物因素一樣，一個有較短肌腱和較長肱二頭肌的人，在增加肌肉質量方面會有更大潛力；一般來說，成功的健美選手通常有較短的肌腱。相反，對於著重跑步或跳躍動作的運動，具有比平均長的跟腱和較短的小腿肌肉則較為有利。
腱的長度取決於遺傳基因，並沒有被證明會受環境的影響，不像肌肉般可以因創傷等原因而縮短。

## 功能
腱傳統上一直被認為只是將肌肉連接骨骼，功能只是為了傳遞力量。然而，在過去二十年，大量的研究集中在腱的彈性性質和充當彈簧的能力。這使得腱在運動中協助調節力量，提供額外的穩定性。它還使腱能有效率地存儲和回復能量。
腱的力學性能依賴於膠原纖維的直徑和方向。膠原纖維是互相平行的，彼此緊密排列。腱中的I型膠原纖維具有一定的靈活性。此外，由於肌腱是由許多獨立纖維和束組成的多鏈結構，並不是一條桿，而這個屬性也有助於其靈活性。

## 病理
腱會受很多類型的傷害，例如勞損，或者是受到突然的方向转变。這些類型的損傷通常導致炎症，或肌腱變型和削弱，甚至可能最終導致肌腱斷裂。

## 治療
腳的腱非常複雜，任何斷裂將意味長時間的痛苦癒合過程，更不用說複雜的修復過程（如果完全切斷）。腱傷是可以癒合，而這個恢復過程是受肌腱細胞和其周圍的細胞外基質所控制。然而，癒合的肌腱難以回復受傷前的能力。